# Райновще
Райновще (словен. Rajnovšče) — поселення в общині Ново Место, регіон Південно-Східна Словенія, Словенія.